# John Woo
John Woo, čínsky 吳宇森 (* 1. května 1946, Kanton) je čínsko-hongkongský filmový režisér, producent a scenárista. Založil vlastní produkční společnost Lion Rock Productions. Proslul především akčními snímky. Z jeho hongkongských je nejznámější Lepší zítřek (1986), Killer (1989) či Hard Boiled (1992). Z hollywoodské produkce jsou to snímky Operace: Zlomený šíp (1996), Tváří v tvář (1997) s Johnem Travoltou a Nicolasem Cagem v hlavních rolích, Mission: Impossible 2 (2000) či Kód Navajo (2002). V evropské produkci natočil drama Neviditelné děti (2005), v čínské historický film Krvavé pobřeží (2008). K jeho typickým nástrojům patří zpomalené scény. Jeho rodina emigrovala v roce 1950 z Číny do Hongkongu.